# Gouvernement Chivite II
Pour les articles homonymes, voir gouvernement Chivite.
Communauté forale de Navarre
Chivite I 
Le gouvernement Chivite II est le gouvernement de la communauté autonome espagnole de Navarre depuis le 18 août 2023, sous la XIe législature du Parlement.
Il est dirigé par la socialiste María Chivite, arrivée deuxième aux élections de 2023. Il repose sur une coalition entre le Parti socialiste, et les alliances Geroa Bai et Contigo Navarra. Il succède au gouvernement Chivite I, également formé de plusieurs forces politiques.

## Historique du mandat
Ce gouvernement est dirigé par la présidente socialiste sortante, María Chivite. Il est constitué et soutenu par une coalition minoritaire entre le Parti socialiste ouvrier espagnol (PSOE), l'alliance Geroa Bai (GBai) et l'alliance Contigo Navarra (Contigo). Ensemble, ils disposent de 21 députés sur 50, soit 42 % des sièges du Parlement.
Il est formé à la suite des élections autonomiques du 28 mai 2023.
Il succède donc au gouvernement Chivite I, constitué et soutenu par une coalition minoritaire entre le Parti socialiste, Geroa Bai et Podemos.

### Formation
Lors du scrutin, l'Union du peuple navarrais (UPN) arrive en tête devant le Parti socialiste, mais les partis de droite échouent à remporter la majorité absolue. La présidente, María Chivite, est en mesure de reconduire son alliance avec Geroa Bai et Contigo, qui prend la suite de Podemos et Izquierda-Ezkerra (I-E), mais elle devra compter sur l'abstention d'Euskal Herria Bildu (Bildu), comme sous la législature précédente.
Le 1er juin, le Parti socialiste rencontre séparément Geroa Bai puis Contigo, afin d'engager les négociations pour reconduire leur coalition. Le PSOE et GBai s'entendent, cinq jours plus tard, pour que la présidence du Parlement revienne aux nationalistes, ce qui marque leur premier accord politique depuis le début des négociations. Pour la première fois le 26 juin, les négociateurs du Parti socialiste, de Geroa Bai et de Contigo se réunissent ensemble, et non plus en format bilatéral.
À la fin du mois de juillet, les négociations se bloquent. Geroa Bai refuse en effet la proposition émise par le Parti socialiste concernant la répartition des départements exécutifs et des responsabilités : les nationalistes appellent à renouveler la formule de la précédente législature, là où les socialistes souhaitent une nouvelle distribution des compétences. La situation finit par se détendre puis se débloquer, et un accord de coalition entre le Parti socialiste, Geroa Bai et Contigo est ratifié le 8 août. Cette entente prévoit huit conseillers pour le PSOE, quatre pour GBai et un pour Contigo. Deux jours plus tard, les militants de Bildu approuvent, à 82,7 % des suffrages exprimés, que leur groupe parlementaire s'abstienne lors du vote d'investiture, ce qui garantit l'élection de María Chivite à la majorité simple.
Le 9 août, le président du Parlement, Unai Hualde, annonce qu'il propose la candidature de María Chivite à la présidence de la communauté autonome, puis le bureau de l'assemblée convoque le débat d'investiture pour les 14 et 15 août suivants. Après avoir prononcé son discours de politique générale, elle échoue comme prévu lors du premier vote le 14 août, avec 21 voix pour, 20 voix contre et 9 abstentions, ce qui la contraint à se soumettre à un second vote 24 h plus tard. Elle remporte donc l'investiture le 15 août par 21 voix pour, 20 voix contre et 9 abstentions. Elle prête serment deux jours plus tard devant le Parlement, en présence notamment de la ministre Nadia Calviño, du lehendakari, Iñigo Urkullu, du président de la principauté des Asturies, Adrián Barbón, et du président de la Junte des communautés de Castille-La Manche, Emiliano García-Page.
Les conseillers sont assermentés et entrent en fonction le lendemain, à l'exception de José Luis Arasti, appelé à devenir conseiller à l'Économie et aux Finances mais qui doit d'abord être relevé de ses fonctions de délégué du gouvernement. Relevé de ses fonctions par le Conseil des ministres du gouvernement Sánchez II le 29 août, José Luis Arasti rejoint effectivement l'équipe gouvernementale le lendemain et prête serment à cette occasion.

## Composition
- Par rapport au gouvernement Chivite I, les nouveaux conseillers sont indiqués en gras, ceux ayant changé d'attributions le sont en italique.

| Poste | Titulaire | Titulaire | Parti   |
| --- | --------- | --- | ------- |
| Présidente |           | María Victoria Chivite Navascués | PSOE    |
| Premier vice-président Conseiller à la Présidence et à l'Égalité                                                        |           | Félix Taberna Monzón | PSOE    |
| Deuxième vice-présidente Conseillère à la Mémoire et au Vivre-ensemble, à l'Action extérieure et au Basque              |           | Ana Ollo Hualde | GBai    |
| Troisième vice-présidente Conseillère au Logement, à la Jeunesse et aux Politiques migratoires                          |           | Begoña Alfaro García | Contigo |
| Conseiller à l'Économie et aux Finances                                                                                 |           | Juan Cruz Cigudosa García (par intérim) José Luis Arasti Pérez (30/08/2023) | PSOE    |
| Conseiller à l'Éducation                                                                                                |           | Carlos Gimeno Gurpegui | PSOE    |
| Conseiller à la Santé                                                                                                   |           | Fernando Domínguez Cunchillos | GBai    |
| Conseiller à la Cohésion territoriale                                                                                   |           | Óscar Chivite Cornago | PSOE    |
| Conseiller à l'Industrie et à la Transition écologique et numérique des entreprises                                     |           | Mikel Irujo Amezaga | GBai    |
| Conseillère aux Droits sociaux, à l'Économie sociale et à l'Emploi                                                      |           | María Carmen Maeztu Villafranca | PSOE    |
| Conseiller à l'Enseignement supérieur, à l'Innovation et à la Transition numérique                                      |           | Juan Cruz Cigudosa García (jusqu'au 06/12/2023) Félix Taberna Monzón (par intérim) Patricia Fanlo Mateo (à partir du 11/12/2023) Juan Luis García Martín (à partir du 28/01/2025) | PSOE    |
| Conseillère à l'Intérieur, à la Fonction publique et à la Justice Porte-parole du gouvernement (à partir du 02/10/2023) |           | Amparo López Antelo | PSOE    |
| Conseiller au Développement rural et à l'Environnement                                                                  |           | Jose Mari Aierdi Fernández | GBai    |
| Conseillère à la Culture, aux Sports et au Tourisme                                                                     |           | Rebeca Esnaola Bermejo | PSOE    |